# Piletocera melesalis
Piletocera melesalis là một loài bướm đêm trong họ Crambidae.